# Audifia semigranosa
Audifia semigranosa là một loài nhện trong họ Theridiidae.
Loài này thuộc chi Audifia. Audifia semigranosa được Eugène Simon miêu tả năm 1895.